# 辐解
辐解（Radiolysis）是分子在电离辐射下的离解。是指由于暴露于高能量通量中所导致的一个或几个化学键的断裂。辐射在本文中是指电离辐射；辐解因此区别于其他辐射导致的解离，例如光解的Cl2分子变成两个Cl-自由基（使用紫外线或可见光） 。
例如，水在阿尔法辐射下分解成一个氢自由基和羟基自由基，不同于水的离子化产生氢离子和氢氧根离子。电离辐射下浓缩溶液的化学性质非常复杂。辐解可局部改变氧化还原条件，因此可改变化合物的形态和溶解度。

## 水的分解
在所有已经研究过的放射化学反应中，最重要的是水的分解。  当暴露于辐射时，水经历分解顺序为过氧化氢，氢基和各种氧化合物，例如臭氧，其在转化回氧气时释放出大量能量。 其中一些是爆炸性的。 这种分解主要由α粒子产生，α粒子可以被非常薄的水层完全吸收。

## 应用

### 核电厂腐蚀预测与预防
据信，在设计核电站时必须考虑在轻水反应堆的内部冷却剂回路中的辐照水中存在的增加的羟基浓度，以防止由腐蚀引起的冷却剂损失。

### 氢的生产
目前对用于产生氢的非传统方法的兴趣促使人们重新审视水的放射性分裂，其中各种类型的电离辐射（α，β和γ）与水的相互作用产生氢分子。目前核反应堆排放的燃料中含有大量辐射源，进一步促进了这种重新评估。这种乏核燃料通常储存在水池，等待永久处置或再处理。 用β和γ辐射水照射产生的氢的产率低（G值=小于1分子每100电子伏特吸收能量），但这主要是由于在最初的辐射分解过程中种类的快速重新结合。如果存在杂质或者如果产生妨碍建立化学平衡的物理条件，则可以大大提高氢的净产量。

### 处理用过的核燃料
通过放射性分解含氢材料产生的气体多年来一直是放射性材料和废物的运输和储存的关注领域。 可以产生潜在的可燃和腐蚀性气体，同时化学反应可以除去氢，并且这些反应可以通过辐射的存在而增强。 目前尚不清楚这些可逆反应之间的平衡。

### 地球的历史
有人建议，在地球发展的早期阶段，当其 放射性比现在高出近两个数量级时，辐射分解可能是大气氧的主要来源，这确保了生命起源和发展的条件。通过水的辐解产生的分子氢和氧化剂也可以为地下微生物群落提供持续的能量来源（Pedersen，1999）。这种猜测得到了南非Mponeng金矿的一项发现的支持，研究人员在那里发现了一个由新的脱硫细胞系统主导的群落，主要以放射性生成的H2为食。

## 方式

### 脉冲辐解
脉冲辐解是最近开始快速反应的方法，其研究反应发生在比约100微秒更快的时间尺度上，此时试剂的简单混合太慢并且必须使用其他引发反应的方法。
该技术涉及将材料样品暴露于高加速电子束，其中电子束由直线加速器产生。 它有很多应用。 它是在20世纪50年代末和60年代初由曼彻斯特的John Keene和伦敦的Jack W. Boag开发的。

### 闪光光解
闪光光解是脉冲辐射分解的替代方案，其使用高功率光脉冲（例如来自准光子激光器）而不是电子束来引发化学反应。 通常使用紫外光，其需要比脉冲辐射分解中发射的X射线所需的辐射屏蔽更少。

## 又见
- 辐射化学